# Buderaj, Zdolbuniv
Buderaj (în ucraineană Будераж) este localitatea de reședință a comunei Buderaj din raionul Zdolbuniv, regiunea Rivne, Ucraina.

## Demografie
Componența lingvistică a localității Buderaj
     Ucraineană (99,25%)
     Alte limbi (0,75%)
Conform recensământului din 2001, majoritatea populației localității Buderaj era vorbitoare de ucraineană (99,25%), existând în minoritate și vorbitori de alte limbi.